# Алкмар
Алкмар (нід. Alkmaar вимоваⓘ) — муніципалітет і місто в Нідерландах, в провінції Північна Голландія, розташований на каналі Нордголланд.
Населення міста станом на 1 січня 2007 року становить 94 216 осіб.

## Історія
Алкмар уперше згадується в документі, який датується X століттям. Статус міста Алкмаар дістав 1254 року. Тоді поселення правило за прикордонну фортецю і базу для здійснення військових операцій в ході багатовікової боротьби з жителями Фризьких островів. Розташоване на перетині водних шляхів місто стягувало плату (мито) за транзит вантажів. Саме розвинені ринки і комерція завоювали Алкмару позицію торговельного осередка, і місто таким чином багатіло й розросталося. Від 1525 значні кошти в Алкмарі витрачалися на зведення каналів і укріплення міських фортечних мурів для відбиття можливих вторгнень.

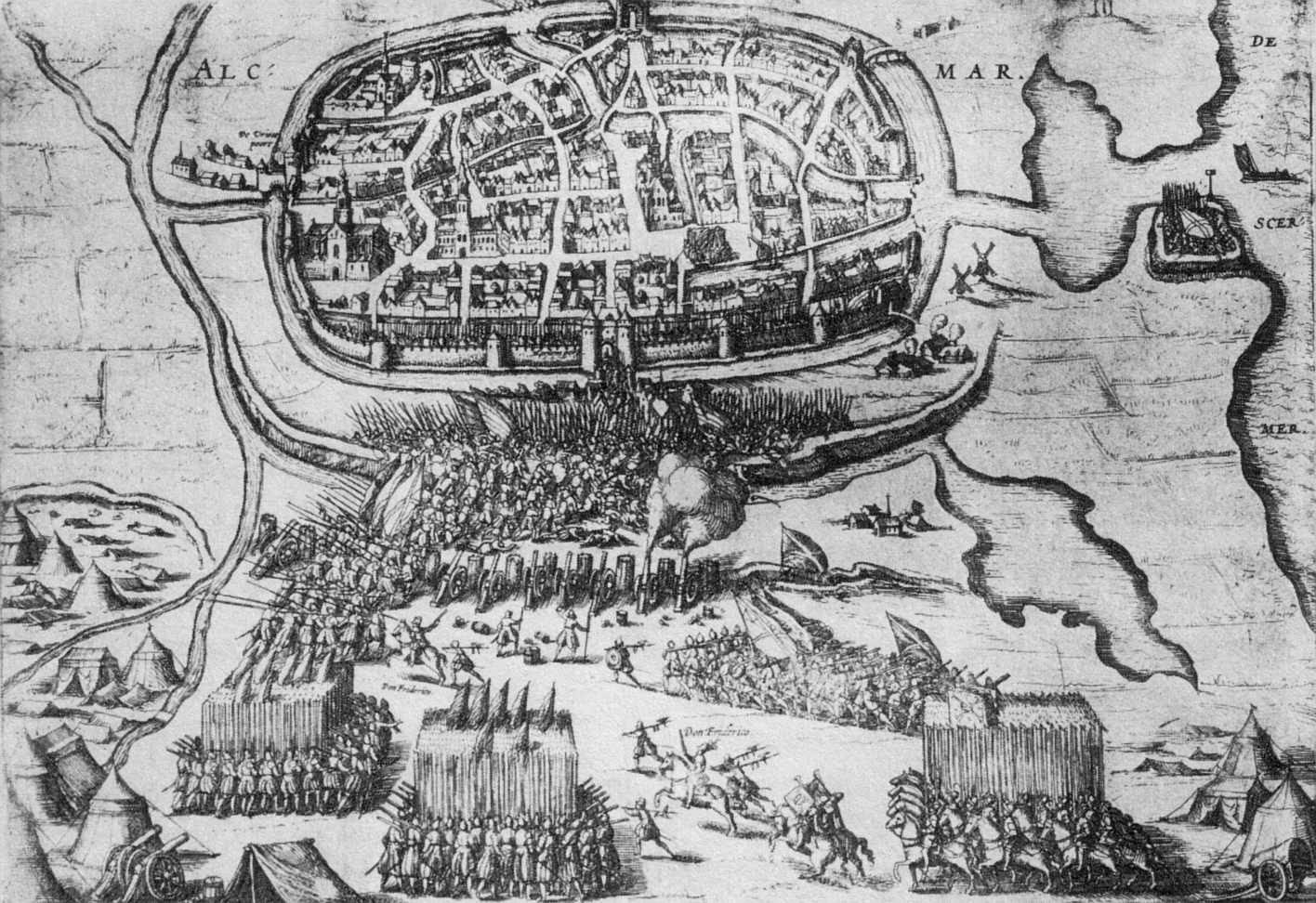
Осада Алкмара (1573), давня гравюра, джерело: Jutka Rona: Holland. Kunst, Kultur, Landschaft. Кельн, 1979

Так, у 1573 році місто витримало облогу іспанської армії на чолі з герцогом Альбою. Алкмар був першим містом Нідерландів, що звільнилось від окупації Іспанії. Власне ця подія стала поворотним пунктом Нідерландської революції. Відтоді лишився вислів «Перемога починається в Алкмарі».
Від 1600 Алкмар розвивався в напрямку від торгового міста з власним флотом до ринкового центру цілої області. Видобуток і торгівля сіллю та вирощування ячменю були дуже важливими галузями алкмарської економіки.
У 1824 році був відкритий канал Нордголланд. Для збереження торгівлі міська адміністрація зробила все можливе, щоб переконатися, що канал буде проходити просто через Алкмаар навіть ціною знесення деяких міських стін. Попри всі старання, канал не приніс сподіваного добробуту — мандрівники, що раніше ночували в Алкмарі, коли їх настигала у дорозі ніч, тепер прямували каналом відразу до місця призначення, залишаючи алкмарські готелі напівпорожніми.
Починаючи від 1970 в Алкмарі відбувається постійна диверсифікація галузей економіки міста, і тепер воно відоме як осередок значного числа видів діяльності у різноманітних сферах культури, спорту та відпочинку. Алкмар також перетворився в освітній центр регіону із численними закладами дошкільної, шкільної та вищої освіти.
Алкмар — справжнє «серце» Північно-Голландського півострова. У 2004 році місто відсвяткувало 750-річний ювілей.

## Культура
Алкмар — доволі цікавий культурний осередок Північної Голландії, це одна із «сирних» столиць Нідерландів.

### Музеї
Алкмарські музеї:
- Міський музей Алкмара — експозиція висвітлює історичний розвиток міста;
- Музей голландського сиру — розташований в історичній будівлі мір і вагів, розповідає про сироваріння в Алкмарі, основні сорти сиру та знаменитий Алкмарський сирний ярмарок;
- Музей національного пива «De Boom»;
- Музей Beatles — присвячений зачинателям сучасної поп-культури британському гурту «Бітлз», адже перша гітара одного з учасників музичного колективу Джона Леннона була виготовлена саме в Алкмарі;
- Музей голланської печі.

### Сирний ринок

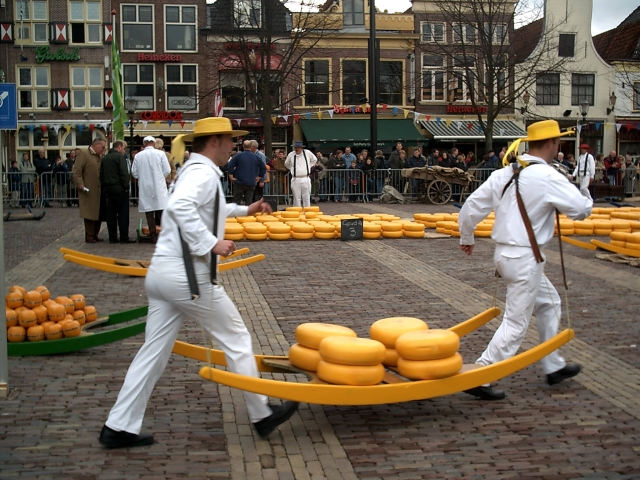
Сирний ринок в Алкмарі

Алкмар відомий традиційним сирним виробництвом, передусім сортів Гауда та Едам, і щорічними ярмарками сирів. Щоп'ятниці з середини квітня до середини вересня тисячі туристів юрмляться на площі перед будівлею Палати мір і ваг, щоб уздріти на власні очі знаменитий сирний ринок. Цікавою є організація цього «сирного дійства».
За транспортування і зважування сиру під час п'ятничного Сирного ринку відповідає Гільдія рознощиків сиру. Вона складається з 4-х груп по 7 осіб у кожній. Кожна група має свій власний колір: червоний, жовтий, зелений або блакитний. Глава кожної групи («сирний батько») носить в руці чорну тростину зі срібним руків'ям як знак його статусу. Лідер групи обирається щодва роки. Члени гільдії носять традиційний білий костюм і солом'яний капелюх зі стрічкою кольору їхньої групи. У кожній групі існує власна ієрархія з певним колом обов'язків для кожного. Наприклад, наймолодший член групи (його можна впізнати по чорній шкіряній сумці) відповідальний за балансировку ваг перед зважуванням сиру.
По п'ятницях площу готують до появи членів гільдії. Спеціальний інспектор керує процесом вивантаження сиру з вантажівок, розташованих на площі у вигляді довгих рядів. Коли дзвін б'є 10 годин, сир за допомогою спеціальних пристосувань поміщають у візки і рознощики сиру несуть їх до ваг для зважування. В цей же час на площі продавці та інспектори визначають якість пропонованого сиру і торгуються щодо ціни.

## Спорт

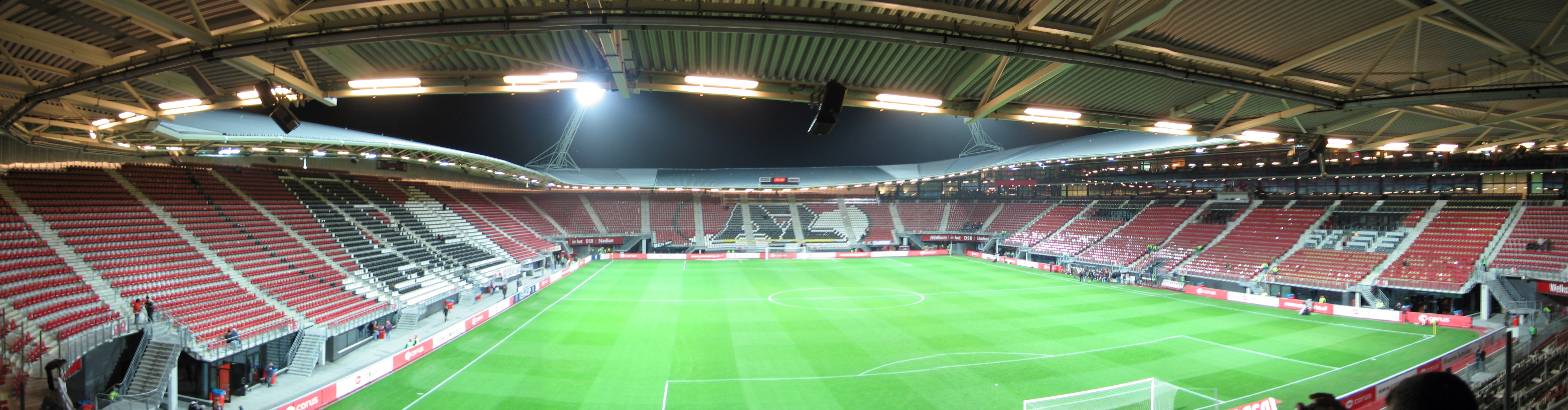
Панорамний знімок стадіону АФАС

У Алкмарі базується успішний футбольний клуб «АЗ». У 2006 році домашньою ареною команди став новий стадіон АФАС, що вміщує 17 000 відвідувачів. У сезоні 2008—09 років АЗ виграв Ередивізі, ставши національним футбольним чемпіоном Нідерландів.
У місті є також велотрек, на якому щорічно проводиться нідерландський чемпіонат з велоспорту.

## Відомі люди
Відомі уродженці Алкмара:
- Віллем Янсзон Блау (Willem Janszoon Blaeu; 1571—1638) — картограф і видавець;
- Корнеліус Дреббел (Cornelius Drebbel; 1572—1633) — винахідник першого у світі керованого підводного човна (1620);
- Ян  Блау (Jan (Joan) Willemsz Blaeu; 1596—1673) — картограф і гравер, видавець знаменитого 12-томного великого атласа;
- Емануель де Вітте (Emanuel de Witte; 1617—1692) — художник;
- Алларт ван Евердінген (Allart van Everdingen; 1621—1675) — живописець-пейзажист;
- Віллем де Феш (Willem de Fesch; 1687—1761) — композитор і віртуоз-скрипаль;
- Адольф Леонард ван Гендт (1835—1901) — архітектор, проектант і будівничий низки видатних будівель.
- Хенрік Віллем Бакхейс Розебом (Hendrik Willem Bakhuis Roozeboom; 1854—1907) — фізикохімік, один з основоположників фізико-хімічного аналізу;
- Мартен ван дер Вейден (*1981) — плавець, нідерландський олімпійський чемпіон ХХІХ Літньої Олімпіади—2008 у запливі на 10 км у відкритій воді.

## Міста-побратими
Алкмар має побратимські стосунки з такими містами:
- Німеччина — Дармштадт (1958)[3]
- Англія — Бат;
- Угорщина — Тата;
- Туреччина — Бергама;
- Франція — Труа.

## Населені пункти муніципалітету
Міста
- Алкмар

Села
- Аудорп
- Вест-Графтдейк
- Графт
- Гротсхермер
- Де-Рейп
- Дрігейзен
- Зейдсхермер
- Кудейк (частково)
- Маркенбіннен
- Нордейнде
- Ост-Графтдейк
- Отерлек
- Стомпеторен
- Схермергорн
- Урсем (частково)

## Галерея

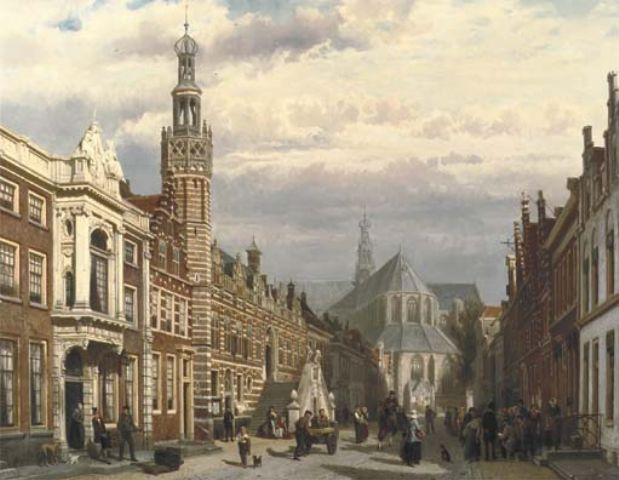
Вид Алкмара, картина Springer Cornelis (1871)
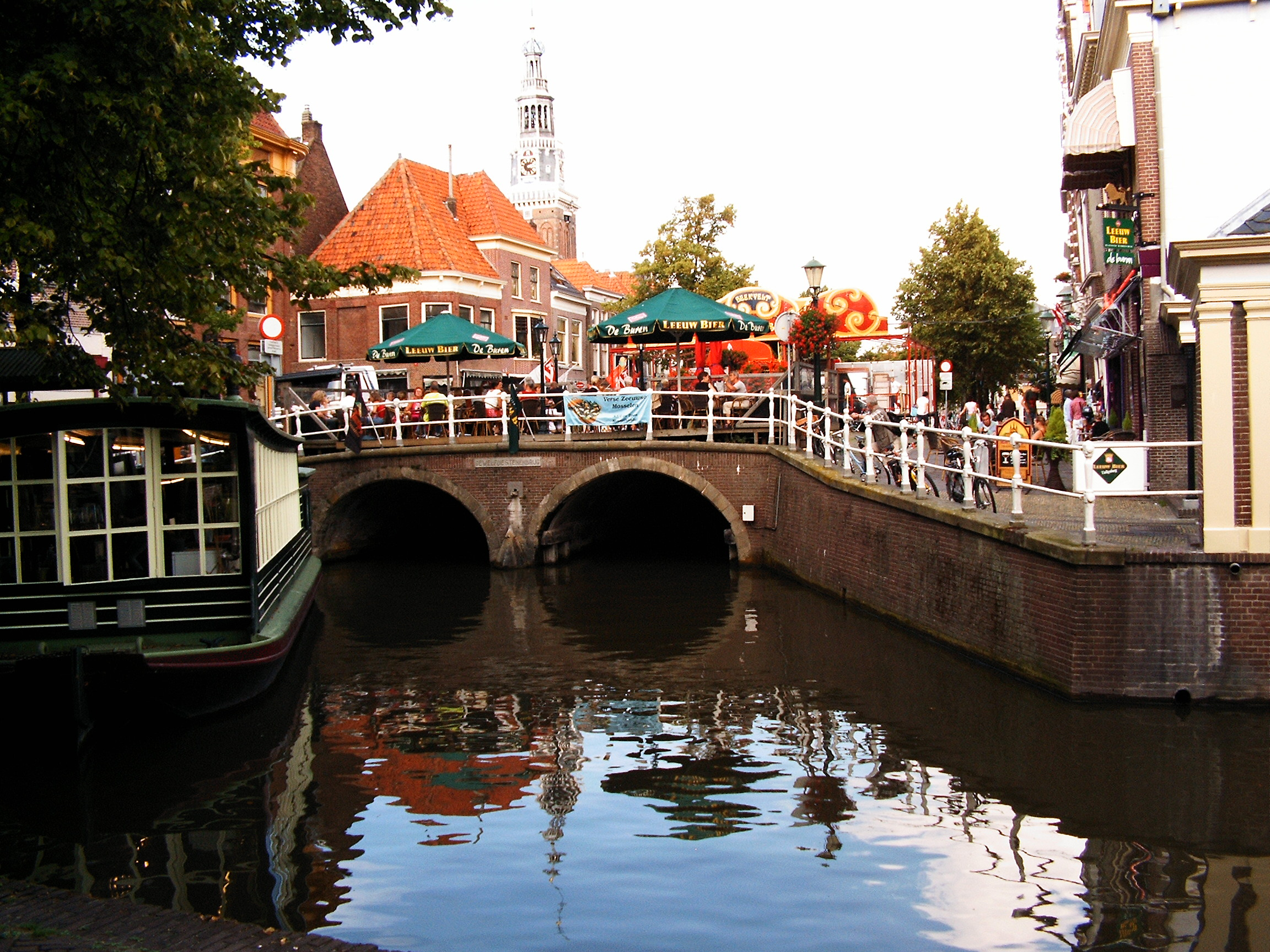
Канал Нордхолланд у Алкмарі (2004)
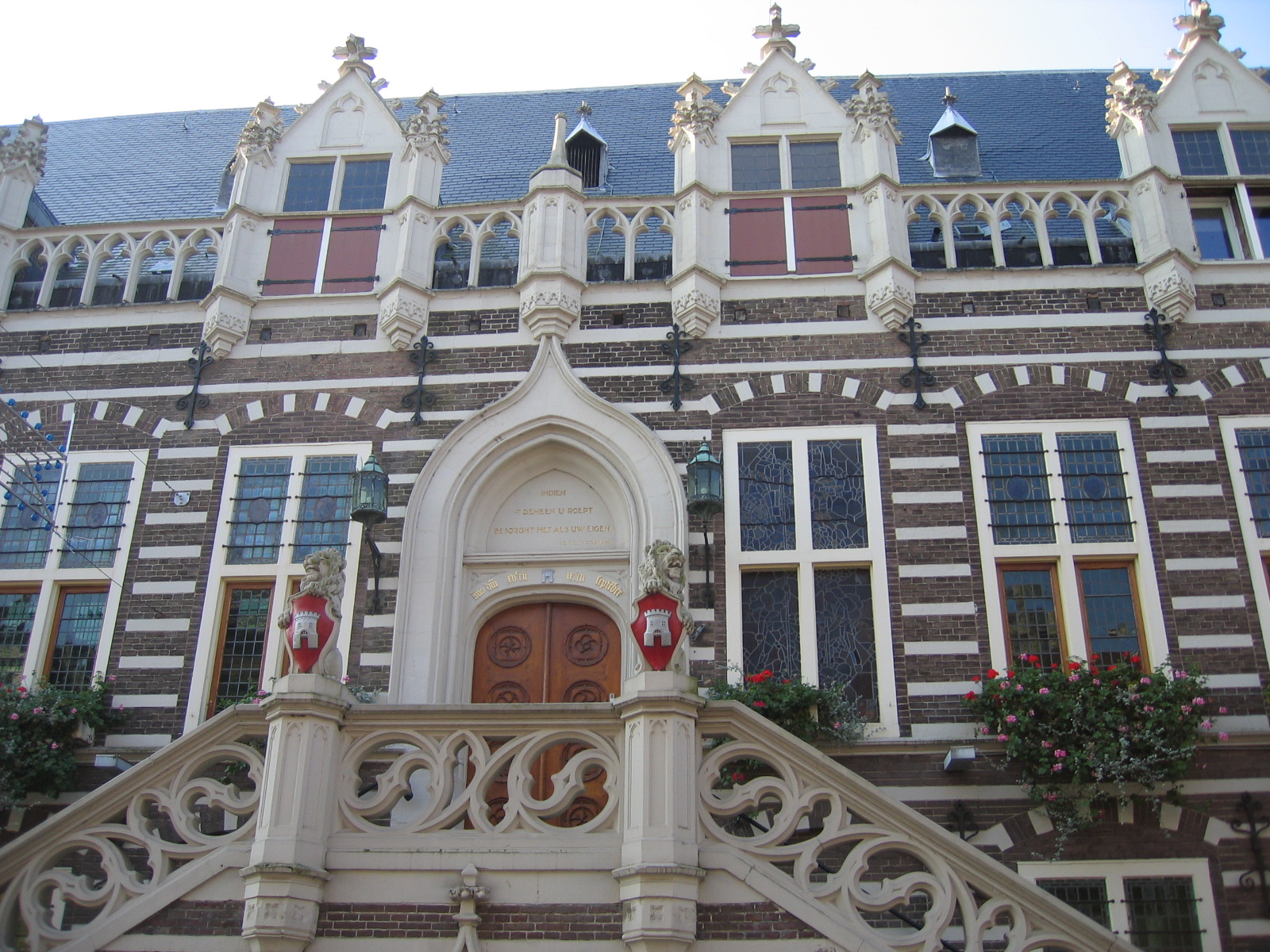
Алкмарська ратуша
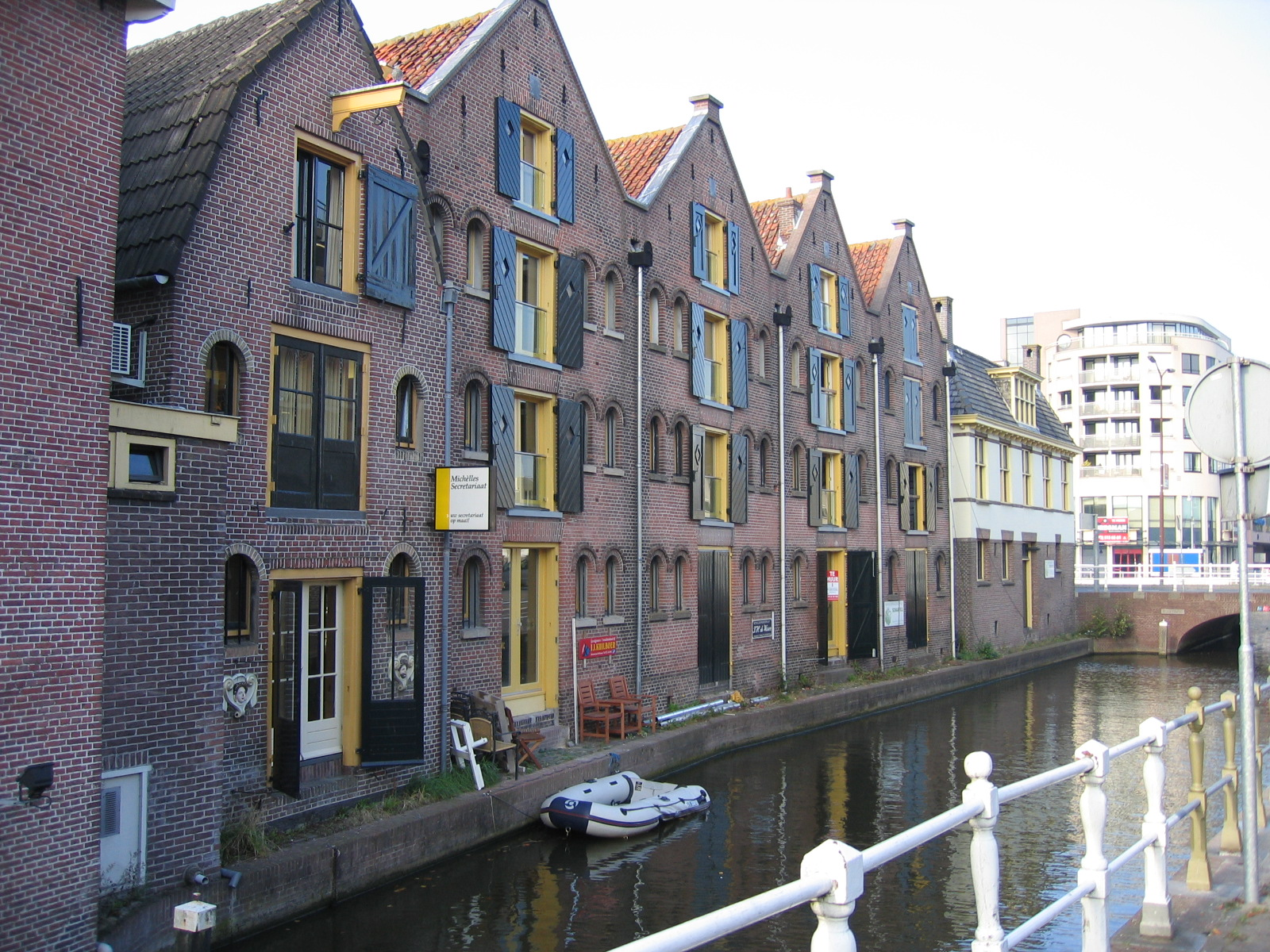
Ряд алкмарських будинків уздовж одного з міських каналів